# Humbrol
Humbrol Limited fu un'azienda britannica di modellismo, giocattoli e vernici, prodotti con il marchio Humbrol e Airfix, Sky Marks, Young Scientist, 1st Gear, High Speed e W. Britain. Nel 2006, in amministrazione controllata e comprata lo stesso anno dalla Hornby plc, che detiene i diritti del marchio.

## Storia
Humbrol fu fondata a Kingston-upon-Hull come Humber Oil Company nel 1919. Nel secondo dopoguerra (anni cinquanta e sessanta) Gerald Barton trasformò la Humber Oil Company nella Humbrol, che divenne famosa tra gli appassionanti di modellistica per la produzione di piccole lattine di colori specifici per i modelli.
Nel 1976, Humbrol diventa parte di Hobby Products Group del gruppo statunitense Borden Inc. Cinque anni più tardi, Borden acquista anche la Heller SA.
La Airfix entra nel gruppo nel 1986, trasferendo la produzione di kit alla Heller in Francia presso Trun. Nel 1994, il gruppo viene acquisito dalla Irish investment, Allen & McGuire e il marchio utilizzato ritornò ad essere Humbrol. Heller fu venduta nel 2005, ma continuò a produrre kit per Humbrol.
Il 31 agosto 2006, Humbrol entra in amministrazione controllata. Il 10 novembre 2006, Hornby Railways compra gli asset Humbrol, Airfix, Humbrol paints e Young Scientist per  2.6 milioni di £.
Nel 2012 Humbrol sposta più del 60% della manifattura dei suoi prodotti dalla Cina al Regno Unito, per meglio seguire la qualità dei prodotti. Il catalogo conta più di 170 colori diversi, prodotti a Londra, Noth-East e Manchester.

### Sede
La fabbrica originale e parte della palazzina uffici s'incendiò nel 1988 in uno dei più grandi incendi del dopoguerra a Hull.

## Prodotti Enamel
Ogni colore è venduto nelle tipiche lattine di 14 ml, il cui coperchio è colorato con una macchia del medesimo colore. Ogni colore è caratterizzato da un codice numerico, spesso rinvenibile anche nella letteratura specialistica.
Humbrol produce anche prodotti da 50ml, 120ml e spray.